# Castello di Pomaro Monferrato
Il castello di Pomaro Monferrato è una struttura militare situata nell'omonimo comune, in provincia di Alessandria.

## Storia
Il maniero, con torre di appostamento e fossato, venne edificato su un colle dagli Aleramici, futuri marchesi del Monferrato, nel XII secolo. Il castello, per la sua posizione strategica al confini del marchesato, fu nel corso dei secoli al centro di scontri per il controllo del territorio.
Nel XV secolo, il castello passò ai Paleologi, che ne fecero una dimora sfarzosa, dotata di parco e divenne meta dei soggiorni estivi dei marchesi del Monferrato. Nel XVII secolo divenne proprietà dei Gonzaga di Mantova e nel 1637 durante la guerra franco-spagnola l'esercito spagnolo abbatté gran parte delle fortificazioni esterne, subendo ingenti danni a seguito di esplosioni tese a comprometterne la struttura. Alla fine del XVII secolo il castello e il feudo di Pomaro divennero proprietà della famiglia Ardizzone di Casale Monferrato, che ricostruirono gli edifici rimasti danneggiati e ne fecero la loro residenza.
A metà Ottocento Rolando Giuseppe dalla Valle, marchese e senatore del Regno subalpino dal 1848, ereditò il maniero e iniziò un importante restauro. Poi il castello fu ereditato da Alessandro dalla Valle, figlio di Rolando, quindi dopo la morte di Alessandro e sua moglie, nel 1950 il maniero fu ereditato dal conte
Giorgio Carlo Calvi di Bergolo  per volere di Alessandro, che non aveva un figlio né una figlia. Il conte Calvi e consorte, la principessa
Iolanda Margherita di Savoia, diedero il loro assenso affinché il maniero divenisse dimora del figlio e sua moglie, l'attrice Marisa Allasio, che negli anni '70 del secolo scorso lasciarono tale residenza per trasferirsi a Roma.
Il castello viene attualmente utilizzato anche per cerimonie ed eventi.